# Збірна Болгарії з футболу
Збірна Болгарії з футболу (болг. Национален отбор по футбол на България) — національна футбольна команда Болгарії, яка керується Болгарським футбольним союзом і представляє країну на міжнародному рівні. Призер Олімпійських турнірів 1956 (третє місце), 1968 (друге місце), і учасник ОІ (1924, 1952, 1960).
Станом на 28 листопада 2024 посідає 82-e місце у рейтингу футбольних збірних світу.

## Перший матч
Перший матч в історії збірна Болгарії зіграла 21 травня 1924 р. у Відні, проти Австрії. Склад збірної Болгарії в цій грі:
- Петр Іванов — Левскі (Софія)
- Олександр Христов — Левскі (Софія)
- Симеон Янков — Левскі (Софія)
- Гено Матеєв — Левскі (Софія)
- Боян Бянов — Тича (Варна)
- Димітар Манолов — Славія (Софія)
- Димітар Мутафчієв — Левскі (Софія)
- Нікола Мутафчієв -Левскі (Софія)
- Цветан Генев — Левскі (Софія)
- Константин Мазніков — Левскі (Софія)
- Кирил Йовович — Левскі (Софія)

Тренер — Леополд Нич, Австрія

## Виступи на міжнародних турнірах

### Чемпіонат світу
| Чемпіонати світу з футболу | Чемпіонати світу з футболу | Чемпіонати світу з футболу | Чемпіонати світу з футболу | Чемпіонати світу з футболу | Чемпіонати світу з футболу | Чемпіонати світу з футболу | Чемпіонати світу з футболу | Чемпіонати світу з футболу |
| Рік                        | Раунд                      | Місце                      | І                          | В                          | Н                          | П                          | М+                         | М-                         |
| -------------------------- | -------------------------- | -------------------------- | -------------------------- | -------------------------- | -------------------------- | -------------------------- | -------------------------- | -------------------------- |
| 1930                       | не брала участі            | не брала участі            | не брала участі            | не брала участі            | не брала участі            | не брала участі            | не брала участі            | не брала участі            |
| 1934                       | не брала участі            | не брала участі            | не брала участі            | не брала участі            | не брала участі            | не брала участі            | не брала участі            | не брала участі            |
| 1938                       | не брала участі            | не брала участі            | не брала участі            | не брала участі            | не брала участі            | не брала участі            | не брала участі            | не брала участі            |
| 1950                       | не брала участі            | не брала участі            | не брала участі            | не брала участі            | не брала участі            | не брала участі            | не брала участі            | не брала участі            |
| 1954                       | не кваліфікувалася         | не кваліфікувалася         | не кваліфікувалася         | не кваліфікувалася         | не кваліфікувалася         | не кваліфікувалася         | не кваліфікувалася         | не кваліфікувалася         |
| 1958                       | не кваліфікувалася         | не кваліфікувалася         | не кваліфікувалася         | не кваліфікувалася         | не кваліфікувалася         | не кваліфікувалася         | не кваліфікувалася         | не кваліфікувалася         |
| 1962                       | груповий етап              | 14                         | 3                          | 0                          | 1                          | 2                          | 1                          | 7                          |
| 1966                       | груповий етап              | 15                         | 3                          | 0                          | 0                          | 3                          | 1                          | 8                          |
| 1970                       | груповий етап              | 13                         | 3                          | 0                          | 1                          | 2                          | 5                          | 9                          |
| 1974                       | груповий етап              | 12                         | 3                          | 0                          | 2                          | 1                          | 2                          | 5                          |
| 1978                       | не кваліфікувалася         | не кваліфікувалася         | не кваліфікувалася         | не кваліфікувалася         | не кваліфікувалася         | не кваліфікувалася         | не кваліфікувалася         | не кваліфікувалася         |
| 1982                       | не кваліфікувалася         | не кваліфікувалася         | не кваліфікувалася         | не кваліфікувалася         | не кваліфікувалася         | не кваліфікувалася         | не кваліфікувалася         | не кваліфікувалася         |
| 1986                       | 1/8                        | 12                         | 4                          | 0                          | 2                          | 2                          | 2                          | 6                          |
| 1990                       | не кваліфікувалася         | не кваліфікувалася         | не кваліфікувалася         | не кваліфікувалася         | не кваліфікувалася         | не кваліфікувалася         | не кваліфікувалася         | не кваліфікувалася         |
| 1994                       | 1/2                        | 4                          | 7                          | 4                          | 0                          | 3                          | 9                          | 7                          |
| 1998                       | груповий етап              | 29                         | 3                          | 0                          | 1                          | 2                          | 1                          | 7                          |
| 2002                       | не кваліфікувалася         | не кваліфікувалася         | не кваліфікувалася         | не кваліфікувалася         | не кваліфікувалася         | не кваліфікувалася         | не кваліфікувалася         | не кваліфікувалася         |
| 2006                       | не кваліфікувалася         | не кваліфікувалася         | не кваліфікувалася         | не кваліфікувалася         | не кваліфікувалася         | не кваліфікувалася         | не кваліфікувалася         | не кваліфікувалася         |
| 2010                       | не кваліфікувалася         | не кваліфікувалася         | не кваліфікувалася         | не кваліфікувалася         | не кваліфікувалася         | не кваліфікувалася         | не кваліфікувалася         | не кваліфікувалася         |
| 2014                       | не кваліфікувалася         | не кваліфікувалася         | не кваліфікувалася         | не кваліфікувалася         | не кваліфікувалася         | не кваліфікувалася         | не кваліфікувалася         | не кваліфікувалася         |
| 2018                       | не кваліфікувалася         | не кваліфікувалася         | не кваліфікувалася         | не кваліфікувалася         | не кваліфікувалася         | не кваліфікувалася         | не кваліфікувалася         | не кваліфікувалася         |
| 2022                       | не кваліфікувалася         | не кваліфікувалася         | не кваліфікувалася         | не кваліфікувалася         | не кваліфікувалася         | не кваліфікувалася         | не кваліфікувалася         | не кваліфікувалася         |
| Всього                     |                            | 7/22                       | 26                         | 4                          | 7                          | 15                         | 25                         | 54                         |

### Чемпіонат Європи
| Чемпіонати Європи з футболу | Чемпіонати Європи з футболу | Чемпіонати Європи з футболу | Чемпіонати Європи з футболу | Чемпіонати Європи з футболу | Чемпіонати Європи з футболу | Чемпіонати Європи з футболу | Чемпіонати Європи з футболу | Чемпіонати Європи з футболу |
| Рік                         | Раунд                       | Місце                       | І                           | В                           | Н                           | П                           | М+                          | М-                          |
| --------------------------- | --------------------------- | --------------------------- | --------------------------- | --------------------------- | --------------------------- | --------------------------- | --------------------------- | --------------------------- |
| 1960                        | не кваліфікувалася          | не кваліфікувалася          | не кваліфікувалася          | не кваліфікувалася          | не кваліфікувалася          | не кваліфікувалася          | не кваліфікувалася          | не кваліфікувалася          |
| 1964                        | не кваліфікувалася          | не кваліфікувалася          | не кваліфікувалася          | не кваліфікувалася          | не кваліфікувалася          | не кваліфікувалася          | не кваліфікувалася          | не кваліфікувалася          |
| 1968                        | не кваліфікувалася          | не кваліфікувалася          | не кваліфікувалася          | не кваліфікувалася          | не кваліфікувалася          | не кваліфікувалася          | не кваліфікувалася          | не кваліфікувалася          |
| 1972                        | не кваліфікувалася          | не кваліфікувалася          | не кваліфікувалася          | не кваліфікувалася          | не кваліфікувалася          | не кваліфікувалася          | не кваліфікувалася          | не кваліфікувалася          |
| 1976                        | не кваліфікувалася          | не кваліфікувалася          | не кваліфікувалася          | не кваліфікувалася          | не кваліфікувалася          | не кваліфікувалася          | не кваліфікувалася          | не кваліфікувалася          |
| 1980                        | не кваліфікувалася          | не кваліфікувалася          | не кваліфікувалася          | не кваліфікувалася          | не кваліфікувалася          | не кваліфікувалася          | не кваліфікувалася          | не кваліфікувалася          |
| 1984                        | не кваліфікувалася          | не кваліфікувалася          | не кваліфікувалася          | не кваліфікувалася          | не кваліфікувалася          | не кваліфікувалася          | не кваліфікувалася          | не кваліфікувалася          |
| 1988                        | не кваліфікувалася          | не кваліфікувалася          | не кваліфікувалася          | не кваліфікувалася          | не кваліфікувалася          | не кваліфікувалася          | не кваліфікувалася          | не кваліфікувалася          |
| 1992                        | не кваліфікувалася          | не кваліфікувалася          | не кваліфікувалася          | не кваліфікувалася          | не кваліфікувалася          | не кваліфікувалася          | не кваліфікувалася          | не кваліфікувалася          |
| 1996                        | груповий етап               | 12                          | 3                           | 1                           | 1                           | 1                           | 3                           | 4                           |
| 2000                        | не кваліфікувалася          | не кваліфікувалася          | не кваліфікувалася          | не кваліфікувалася          | не кваліфікувалася          | не кваліфікувалася          | не кваліфікувалася          | не кваліфікувалася          |
| 2004                        | груповий етап               | 16                          | 3                           | 0                           | 0                           | 3                           | 1                           | 9                           |
| 2008                        | не кваліфікувалася          | не кваліфікувалася          | не кваліфікувалася          | не кваліфікувалася          | не кваліфікувалася          | не кваліфікувалася          | не кваліфікувалася          | не кваліфікувалася          |
| 2012                        | не кваліфікувалася          | не кваліфікувалася          | не кваліфікувалася          | не кваліфікувалася          | не кваліфікувалася          | не кваліфікувалася          | не кваліфікувалася          | не кваліфікувалася          |
| 2016                        | не кваліфікувалася          | не кваліфікувалася          | не кваліфікувалася          | не кваліфікувалася          | не кваліфікувалася          | не кваліфікувалася          | не кваліфікувалася          | не кваліфікувалася          |
| 2020                        | не кваліфікувалася          | не кваліфікувалася          | не кваліфікувалася          | не кваліфікувалася          | не кваліфікувалася          | не кваліфікувалася          | не кваліфікувалася          | не кваліфікувалася          |
| Усього                      |                             | 2/16                        | 6                           | 1                           | 1                           | 4                           | 4                           | 13                          |